# Allerheiligenflut 1570

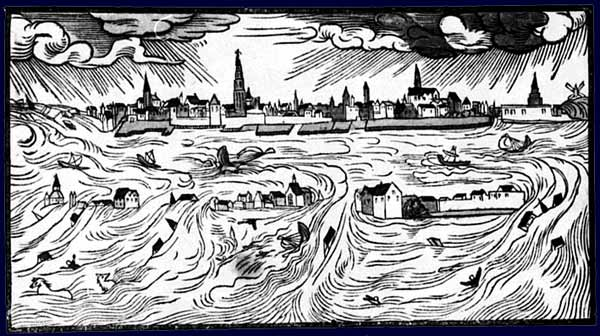
Hochwasser der Schelde am 1. November 1570 in Antwerpen; zeitgenössisches Flugblatt von Hans Moser

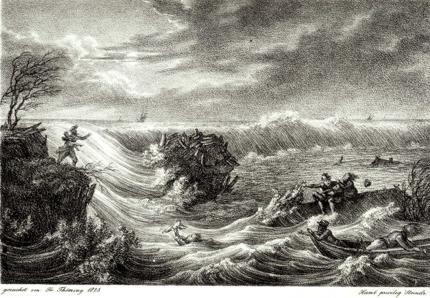
Deichbruch an der Elbe

Die Allerheiligenflut 1570 ereignete sich am 1./2. November 1570 und gilt als die schlimmste Flutkatastrophe an der Nordsee vor dem 20. Jahrhundert. Sie überflutete die gesamte Küste der Niederlande und Ostfrieslands. Die Auswirkungen seien spürbar gewesen von Calais in Flandern bis nach Jütland und sogar in Norwegen. Auch wenn die vermeintlichen Opferzahlen meist auf groben Schätzungen beruhten und mit Skepsis zu betrachten sind, ist von bis zu 25.000 Toten auszugehen.

## Verlauf
Am Morgen vor der Sturmflut war erstmals in der Geschichte vor einer sehr starken Flut gewarnt worden. In Bergen op Zoom hatte der Domänenrat, die örtliche Verwaltung, die Warnung herausgegeben, die jedoch nicht den erhofften Erfolg gezeigt hatte, denn die meisten Opfer wurden von der Warnung nicht erreicht und wurden unvorbereitet von der Flut überrascht. Mit einem Pegelstand von mehr als vier Meter über dem mittleren Hochwasser lag das Hochwasser damit deutlich über der Höhe der zu jener Zeit bestehenden Deiche, die zusätzlich noch stark vernachlässigt waren. An zahlreichen Stellen wurden die Deiche von den Wassermassen überrollt, was unglaubliche Verwüstungen anrichtete. Beispielsweise verschwanden im Gebiet rund um Antwerpen vier Dörfer unter einer dicken Schicht Schlick. In Zeeland wurde die Insel Wulpen vollständig von den Fluten verschlungen. Die Chronisten aus jener Zeit berichteten davon, das 80 Prozent des Landes unter Wasser gestanden hätte.
Auch Ostfriesland und die vorgelagerten Inseln wurden schwer getroffen. Eine Flutmarke an der Kirche Suurhusen, nördlich von Emden gelegen, zeigte + 4,40 m NN. An vielen Stellen brachen die Deiche und verwüsteten ganze Landstriche, die bis zu vier Wochen unter Wasser standen. Durch das Salzwasser waren die Äcker und Wiesen lange nicht mehr nutzbar. Die Überflutungen reichten bis ins Alte Land an der Elbe, die Vierlande bei Hamburg und bis nach Eiderstedt. Zwischen Ems und Weser gab es rund 10.000 Tote und Zehntausende wurden obdachlos. Ganze Dörfer verschwanden und Viehbestände und Vorräte wurden vernichtet.
Die Sturmflut wurde als Strafe Gottes angesehen. In den protestantischen Provinzen der Niederlande verstand man sie als Aufruf, sich nach dem 1568 noch erfolglosen Aufstand energischer gegen die spanische Unterdrückung aufzulehnen. 1572 gelang es den Geusen, die von den Überschwemmungen stark getroffenen Provinzen Zeeland und Holland zu erobern.